# Bianca Ambrosetti
Pour les articles homonymes, voir Ambrosetti.
Bianca Ambrosetti, née le 1er mars 1914 à Pavie et morte en novembre 1928 à Modène, est une gymnaste artistique italienne.

## Carrière
Bianca Ambrosetti remporte aux Jeux olympiques d'été de 1928 à Amsterdam la médaille d'argent du concours général par équipes féminin avec Lavinia Gianoni, Luigina Perversi, Diana Pizzavini, Luigina Giavotti, Anna Luisa Tanzini, Carolina Tronconi, Ines Vercesi, Rita Vittadini, Virginia Giorgi, Germana Malabarba et Carla Marangoni.
Elle meurt de la tuberculose quelques mois après les Jeux.